# Nymphon immane
Nymphon immane är en havsspindelart som beskrevs av Stock, J.H. 1954. Nymphon immane ingår i släktet Nymphon och familjen Nymphonidae. Inga underarter finns listade i Catalogue of Life.